# Arsenal Women Football Club 2017-2018
Questa voce raccoglie le informazioni riguardanti l'Arsenal Women Football Club nelle competizioni ufficiali della stagione 2017-2018.

## Stagione
La stagione 2017-2018 è stata caratterizzata dal cambio di denominazione del club da Arsenal Ladies Football Club ad Arsenal Women Football Club. Il 25 ottobre 2017, dopo che erano state disputate tre partite di campionato, è stato comunicato che l'allenatore spagnolo Pedro Martínez Losa avrebbe lasciato il club dopo tre anni alla guida tecnica della squadra. Il 7 novembre successivo l'australiano Joe Montemurro è stato nominato nuovo allenatore della squadra. Il campionato di FA Women's Super League 1, per la prima volta nel formato dall'autunno alla primavera, è stato concluso al terzo posto con 37 punti conquistati, frutto di 11 vittorie, 4 pareggi e 3 sconfitte, mancando l'accesso alla UEFA Women's Champions League per un solo punto.
In FA Women's Cup la squadra, che è partita dal quarto turno, è arrivata in finale, dove è stata sconfitta dal Chelsea per 1-3 allo stadio di Wembley davanti a 45 423 spettatori. In FA Women's League Cup la squadra ha vinto il trofeo per la quinta volta, sconfiggendo in finale il Manchester City per 1-0 grazie alla rete di Vivianne Miedema.

## Maglie e sponsor
Le tenute di gioco solo le stesse adottate dall'Arsenal maschile; è stato confermato adidas come sponsor tecnico, così come lo sponsor ufficiale Fly Emirates.
| Casa | Trasferta |

## Rosa
| N. |                        | Ruolo | Calciatrice           |
| -- | ---------------------- | ----- | --------------------- |
| 1  | Austria (bandiera)     | P     | Sari van Veenendaal   |
| 2  | Inghilterra (bandiera) | D     | Alex Scott (capitano) |
| 3  | Scozia (bandiera)      | D     | Emma Mitchell         |
| 5  | Germania (bandiera)    | D     | Josephine Henning     |
| 6  | Inghilterra (bandiera) | D     | Leah Williamson       |
| 8  | Inghilterra (bandiera) | C     | Jordan Nobbs          |
| 9  | Inghilterra (bandiera) | A     | Danielle Carter       |
| 10 | Scozia (bandiera)      | C     | Kim Little            |
| 11 | Paesi Bassi (bandiera) | A     | Vivianne Miedema      |
| 13 | Inghilterra (bandiera) | P     | Anna Moorhouse        |
| 14 | Inghilterra (bandiera) | A     | Jodie Taylor          |
| 15 | Irlanda (bandiera)     | A     | Katie McCabe          |
| 16 | Irlanda (bandiera)     | D     | Louise Quinn          |

| N. |                        | Ruolo | Calciatrice          |
| -- | ---------------------- | ----- | -------------------- |
| 17 | Stati Uniti (bandiera) | C     | Heather O'Reilly     |
| 18 | Scozia (bandiera)      | A     | Lisa Evans           |
| 19 | Inghilterra (bandiera) | D     | Jemma Rose           |
| 20 | Paesi Bassi (bandiera) | C     | Dominique Janssen    |
| 21 | Paesi Bassi (bandiera) | C     | Daniëlle van de Donk |
| 22 | Inghilterra (bandiera) | C     | Lauren James         |
| 23 | Inghilterra (bandiera) | A     | Bethany Mead         |
| 24 | Inghilterra (bandiera) | D     | Taylor Hinds         |
| 25 | Svezia (bandiera)      | D     | Jessica Samuelsson   |
|    | Inghilterra (bandiera) | D     | Shannon Cooke        |
|    | Galles (bandiera)      | C     | Anna Filbey          |
|    | Inghilterra (bandiera) | C     | Ava Kuyken           |
|    | Inghilterra (bandiera) | A     | Jessica Naz          |

## Calciomercato

### Sessione estiva
| Acquisti | Acquisti           | Acquisti        | Acquisti |
| R.       | Nome               | da              | Modalità |
| -------- | ------------------ | --------------- | -------- |
| D        | Josephine Henning  | Olympique Lione | [ 10 ]   |
| D        | Jessica Samuelsson | Linköping       | [ 11 ]   |
| A        | Lisa Evans         | Bayern Monaco   | [ 12 ]   |
| A        | Vivianne Miedema   | Bayern Monaco   | [ 13 ]   |

| Cessioni | Cessioni       | Cessioni     | Cessioni    |
| R.       | Nome           | a            | Modalità    |
| -------- | -------------- | ------------ | ----------- |
| D        | Fara Williams  | Reading      | [ 14 ]      |
| C        | Carla Humphrey | Bristol City | [ 15 ]      |
| A        | Chloe Kelly    | Everton      | in prestito |
| A        | Katie McCabe   | Glasgow City | in prestito |

### Sessione invernale
| Acquisti | Acquisti     | Acquisti     | Acquisti      |
| R.       | Nome         | da           | Modalità      |
| -------- | ------------ | ------------ | ------------- |
| A        | Katie McCabe | Glasgow City | fine prestito |

| Cessioni | Cessioni     | Cessioni       | Cessioni |
| R.       | Nome         | a              | Modalità |
| -------- | ------------ | -------------- | -------- |
| D        | Taylor Hinds | Everton        | [ 18 ]   |
| D        | Jemma Rose   |                | [ 19 ]   |
| D        | Vyan Sampson | West Ham       | [ 19 ]   |
| A        | Chloe Kelly  | Everton        | [ 18 ]   |
| A        | Jodie Taylor | Melbourne City | [ 20 ]   |

## Risultati

### FA Women's Super League 1

#### Girone di andata
| Arbitro: | Marriott |

|                                  |           |                |
| Taylor 35’, 89’ (rig.) Evans 84’ | Marcatori | 13’, 59’ White |

| Arbitro: | Fearn |

|                                                              |           |                           |
| Ross 40’ Houghton 45’ Stanway 70’ Christiansen 74’ Scott 80’ | Marcatori | 45’ Mitchell 47’ O'Reilly |

| Arbitro: | Garratt |

|                 |           |          |
| Van de Donk 50’ | Marcatori | 30’ Hemp |

| Arbitro: | Robinson |

|  |           |                      |
|  | Marcatori | 23’ Miedema 78’ Mead |

| Arbitro: | Wood |

|                                 |           |  |
| Quinn 59’ Miedema 67’ Nobbs 77’ | Marcatori |  |

| Arbitro: | Quelch |

|                                             |           |                         |
| Mjelde 23’ Ji 60’ Van Veenendaal 83’ (aut.) | Marcatori | 56’ Miedema 63’ Janssen |

| High Wycombe 28 gennaio 2018, ore 14:00 UTC+0 7ª giornata | Reading | 0 – 0 referto | Arsenal | Adams Park\| Arbitro: \| Byrne \| |
| Arbitro:                                                  | Byrne   |               |         |                                   |

| Arbitro: | Welch |

|  |           |                                   |
|  | Marcatori | 29’ Miedema 45’ Janssen 62’ Evans |

| Arbitro: | Garratt |

|                               |           |  |
| Carter 37’, 71’ Mead 48’, 85’ | Marcatori |  |

#### Girone di ritorno
| Arbitro: | Dale |

|          |           |  |
| Mead 38’ | Marcatori |  |

| Arbitro: | Howard |

|          |           |           |
| Mead 45’ | Marcatori | 31’ Kirby |

| Arbitro: | O'Donnell |

|                                       |           |              |
| Little 8’ Janssen 27’ Van de Donk 64’ | Marcatori | 50’ Williams |

| Weston-super-Mare 21 aprile 2018, ore 15:00 UTC+1 13ª giornata | Yeovil Town | 0 – 0 referto | Arsenal | Woodspring Stadium\| Arbitro: \| Marriott \| |
| Arbitro:                                                       | Marriott    |               |         |                                              |

| Arbitro: | Fissenden |

|                           |           |  |
| McCabe 65’ Nobbs 74’, 85’ | Marcatori |  |

| Arbitro: | Middleton |

|                     |           |  |
| White 10’, 40’, 86’ | Marcatori |  |

| Arbitro: | Whitton |

|                          |           |                 |
| Van de Donk 52’ Mead 62’ | Marcatori | 11’ Nadia Nadim |

| Arbitro: | Matthews |

|  |           |                    |
|  | Marcatori | 9’ Little 30’ Mead |

| Arbitro: | Wootton |

|            |           |                                                                           |
| Arthur 67’ | Marcatori | 21’, 71’ Van de Donk 28’ (rig.) Little 30’ Williamson 38’ Mead 44’ McCabe |

## Statistiche

### Statistiche di squadra
| Competizione              | Punti | In casa | In casa | In casa | In casa | In casa | In casa | In trasferta | In trasferta | In trasferta | In trasferta | In trasferta | In trasferta | Totale | Totale | Totale | Totale | Totale | Totale | DR  |
| Competizione              | Punti | G       | V       | N       | P       | Gf      | Gs      | G            | V            | N            | P            | Gf           | Gs           | G      | V      | N      | P      | Gf     | Gs     | DR  |
| ------------------------- | ----- | ------- | ------- | ------- | ------- | ------- | ------- | ------------ | ------------ | ------------ | ------------ | ------------ | ------------ | ------ | ------ | ------ | ------ | ------ | ------ | --- |
| FA Women's Super League 1 | 37    | 9       | 7       | 2       | 0       | 21      | 6       | 9            | 4            | 2            | 3            | 17           | 12           | 18     | 11     | 4      | 3      | 38     | 18     | +20 |
| FA Women's Cup            | -     | 2       | 2       | 0       | 0       | 6       | 0       | 2            | 2            | 0            | 0            | 5            | 1            | 5      | 4      | 0      | 1      | 12     | 4      | +8  |
| FA Women's League Cup     | -     | 3       | 2       | 0       | 1       | 10      | 2       | 3            | 3            | 0            | 0            | 13           | 5            | 7      | 6      | 0      | 1      | 25     | 6      | +19 |
| Totale                    | -     | 14      | 11      | 2       | 1       | 37      | 8       | 14           | 9            | 2            | 3            | 35           | 18           | 30     | 21     | 4      | 5      | 75     | 28     | +47 |

### Statistiche delle giocatrici
| Giocatore         | FA Women's Super League | FA Women's Super League | FA Women's Super League | FA Women's Super League | FA Women's Cup | FA Women's Cup | FA Women's Cup | FA Women's Cup | FA Women's League Cup | FA Women's League Cup | FA Women's League Cup | FA Women's League Cup | Totale   | Totale | Totale      | Totale     |
| Giocatore         | Presenze                | Reti                    | Ammonizioni             | Espulsioni              | Presenze       | Reti           | Ammonizioni    | Espulsioni     | Presenze              | Reti                  | Ammonizioni           | Espulsioni            | Presenze | Reti   | Ammonizioni | Espulsioni |
| ----------------- | ----------------------- | ----------------------- | ----------------------- | ----------------------- | -------------- | -------------- | -------------- | -------------- | --------------------- | --------------------- | --------------------- | --------------------- | -------- | ------ | ----------- | ---------- |
| D. Carter         | 17                      | 2                       | 0                       | 0                       | ?              | -              | -              | -              | 6                     | 0                     | 0                     | 0                     | 23+      | 2      | 0           | 0          |
| S. Cooke          | 2                       | 0                       | 0                       | 0                       | ?              | -              | -              | -              | -                     | -                     | -                     | -                     | 2+       | 0      | 0           | 0          |
| L. Evans          | 18                      | 2                       | 2                       | 0                       | ?              | -              | -              | -              | 6                     | 0                     | 0                     | 0                     | 24+      | 2      | 2           | 0          |
| A. Filbey         | 1                       | 0                       | 0                       | 0                       | ?              | -              | -              | -              | 1                     | 0                     | 0                     | 0                     | 2+       | 0      | 0           | 0          |
| J. Henning        | 3                       | 0                       | 1                       | 0                       | ?              | -              | -              | -              | -                     | -                     | -                     | -                     | 3+       | 0      | 1           | 0          |
| T. Hinds          | 0                       | 0                       | 0                       | 0                       | ?              | -              | -              | -              | 2                     | 0                     | 0                     | 0                     | 2+       | 0      | 0           | 0          |
| L. James          | 5                       | 0                       | 0                       | 0                       | ?              | -              | -              | -              | 3                     | 0                     | 0                     | 0                     | 8+       | 0      | 0           | 0          |
| D. Janssen        | 17                      | 3                       | 1                       | 0                       | ?              | -              | -              | -              | 7                     | 0                     | 0                     | 0                     | 24+      | 3      | 1           | 0          |
| A. Kuyken         | 3                       | 0                       | 0                       | 0                       | ?              | -              | -              | -              | 1                     | 0                     | 0                     | 0                     | 4+       | 0      | 0           | 0          |
| K. Little         | 9                       | 3                       | 0                       | 0                       | ?              | -              | -              | -              | 1                     | 0                     | 0                     | 0                     | 10+      | 3      | 0           | 0          |
| K. McCabe         | 11                      | 2                       | 0                       | 0                       | ?              | -              | -              | -              | 1                     | 0                     | 0                     | 0                     | 12+      | 2      | 0           | 0          |
| B. Mead           | 17                      | 8                       | 0                       | 0                       | ?              | -              | -              | -              | 7                     | 0                     | 0                     | 0                     | 24+      | 8      | 0           | 0          |
| V. Miedema        | 11                      | 4                       | 1                       | 0                       | ?              | -              | -              | -              | 5                     | 0                     | 0                     | 0                     | 16+      | 4      | 1           | 0          |
| E. Mitchell       | 17                      | 1                       | 0                       | 0                       | ?              | -              | -              | -              | 6                     | 0                     | 0                     | 0                     | 23+      | 1      | 0           | 0          |
| A. Moorhouse      | 4                       | -1                      | 0                       | 0                       | ?              | -              | -              | -              | 4                     | -4                    | 0                     | 0                     | 8+       | -5     | 0           | 0          |
| J. Naz            | 2                       | 0                       | 0                       | 0                       | ?              | -              | -              | -              | -                     | -                     | -                     | -                     | 2+       | 0      | 0           | 0          |
| J. Nobbs          | 17                      | 3                       | 1                       | 0                       | ?              | -              | -              | -              | 7                     | 0                     | 0                     | 0                     | 24+      | 3      | 1           | 0          |
| H. O'Reilly       | 16                      | 1                       | 1                       | 0                       | ?              | -              | -              | -              | 7                     | 0                     | 0                     | 0                     | 23+      | 1      | 1           | 0          |
| L. Quinn          | 16                      | 1                       | 0                       | 1                       | ?              | -              | -              | -              | 6                     | 0                     | 0                     | 0                     | 22+      | 1      | 0           | 1          |
| J. Rose           | 4                       | 0                       | 0                       | 0                       | ?              | -              | -              | -              | 6                     | 0                     | 0                     | 0                     | 10+      | 0      | 0           | 0          |
| J. Samuelsson     | 2                       | 0                       | 0                       | 0                       | ?              | -              | -              | -              | 0                     | 0                     | 0                     | 0                     | 2+       | 0      | 0           | 0          |
| A. Scott          | 3                       | 0                       | 0                       | 0                       | ?              | -              | -              | -              | 3                     | 0                     | 0                     | 0                     | 6+       | 0      | 0           | 0          |
| J. Taylor         | 3                       | 2                       | 0                       | 0                       | ?              | -              | -              | -              | 3                     | 0                     | 0                     | 0                     | 6+       | 2      | 0           | 0          |
| D. Van de Donk    | 18                      | 5                       | 1                       | 0                       | ?              | -              | -              | -              | 5                     | 0                     | 0                     | 0                     | 23+      | 5      | 1           | 0          |
| S. Van Veenendaal | 14                      | -16                     | 1                       | 0                       | ?              | -              | -              | -              | 3                     | -3                    | 0                     | 0                     | 17+      | -19    | 1           | 0          |
| L. Williamson     | 17                      | 1                       | 1                       | 0                       | ?              | -              | -              | -              | 7                     | 0                     | 0                     | 0                     | 24+      | 1      | 1           | 0          |